# ألوي إسترياتا

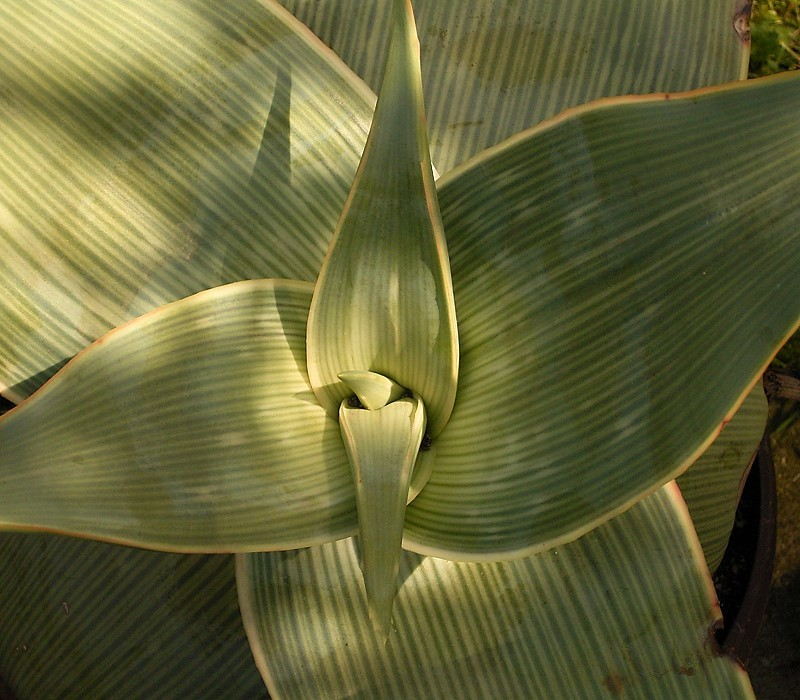

ألوي إسترياتا (الاسم العلمي: Aloe  striata)، هو نبات ينتمي إلى (فصيلة: Xanthorrhoeaceae).